# Gonzalo Langa
Gonzalo Langa fue un fotógrafo retratista y paisajista, de las primeras generaciones de fotógrafos de Madrid (segunda mitad del siglo XIX). Tuvo su estudio en la calle Fuencarral, n.º 2, de Madrid.
Cultivó el retrato de estudio, principalmente en el formato tarjeta de visita, desde 1862, aproximadamente. Inicialmente estuvo asociado con José Miranda, con gabinete en la Carrera de San Jerónimo. En 1868 ya trabajaba de forma independiente en su nuevo estudio de la calle Fuencarral.  
Por encargo, fotografió interiores de casas burguesas y nuevos edificios, recién construidos, como el inmueble de la calle Felipe IV, n.º 3.
También realizó fotografía paisajística en la provincia de Madrid. Por ejemplo, en Getafe fotografió el carro procesional de Nuestra Señora de los Ángeles.
Fuera de Madrid, fotografió el Balneario de Archena, en la provincia de Murcia. Se conservan fotografías de los frondosos paisajes de esta zona, junto al río Segura. También encuadró la iglesia del balneario, y la imagen religiosa de Nuestra Señora de la Salud.